# Truchtelfingen
Truchtelfingen is een plaats in de Duitse gemeente Albstadt, deelstaat Baden-Württemberg, en telt 3.189 inwoners (2008).

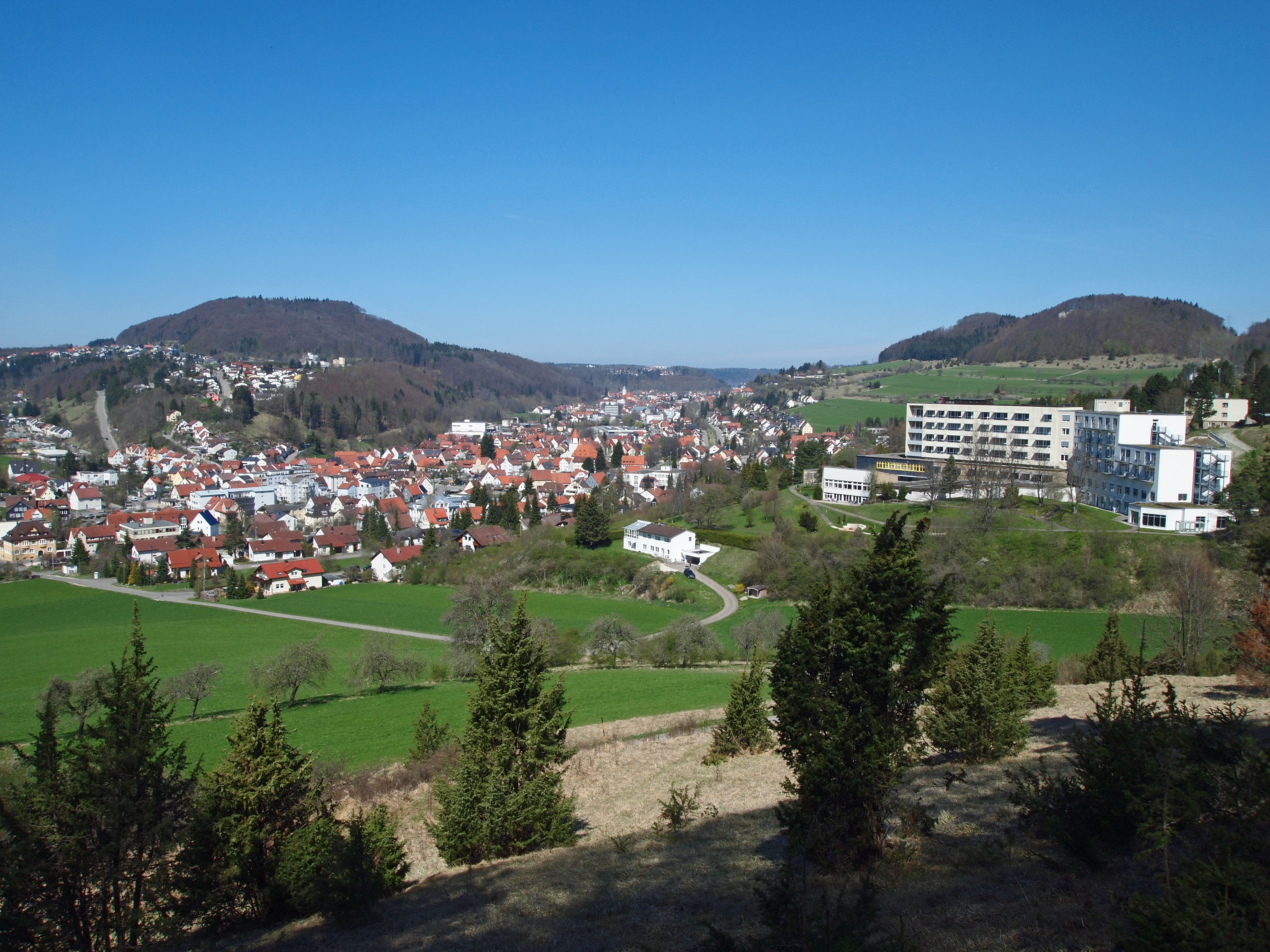
Truchtelfingen met Tailfingen op de achtergrond

Burgfelden · Ebingen · Laufen aan de Eyach · Lautlingen · Margrethausen · Onstmettingen · Pfeffingen · Tailfingen · Truchtelfingen